# 都南バスターミナル

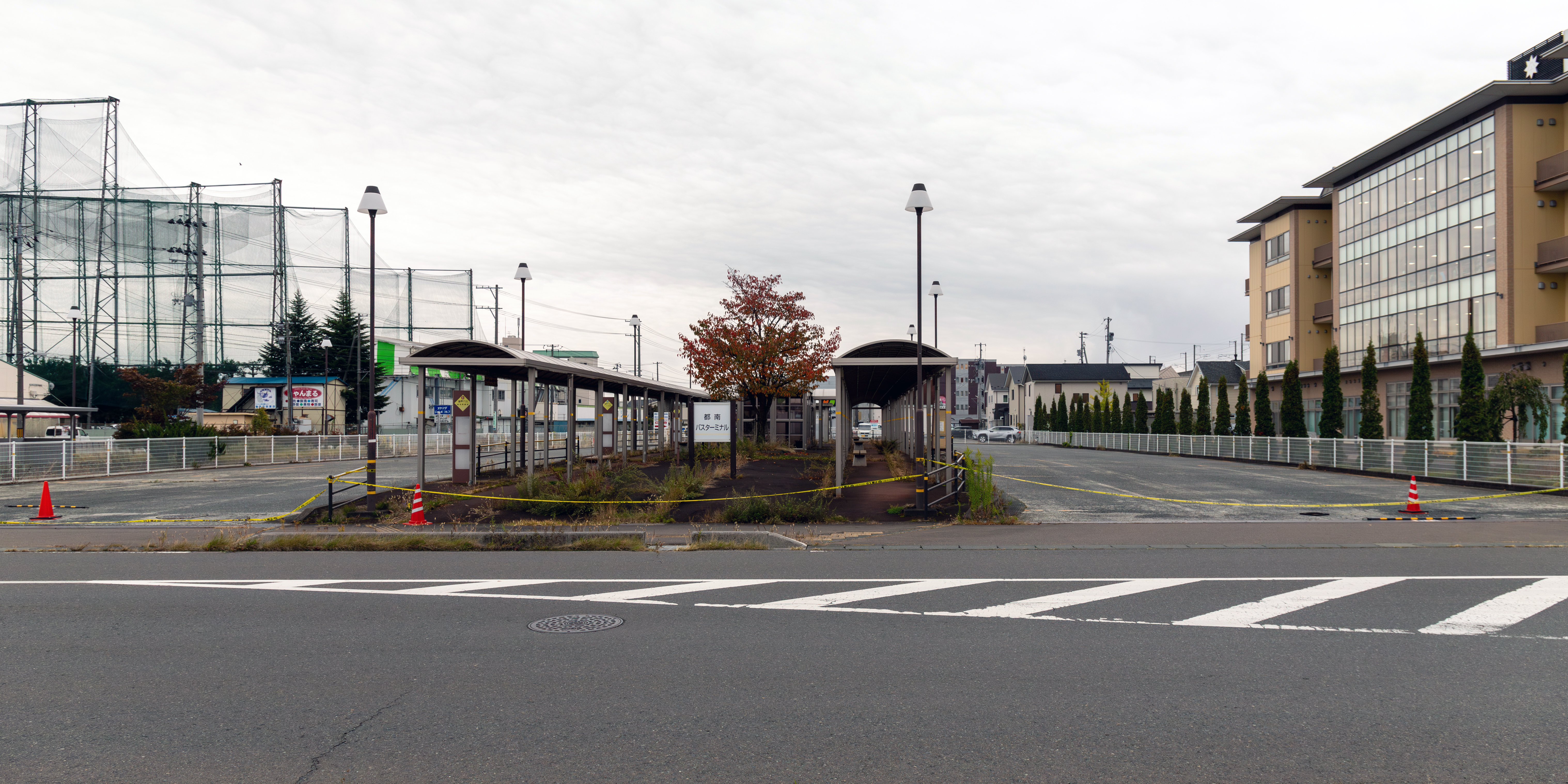
都南バスターミナル跡地（2022年10月）

都南バスターミナル（となんバスターミナル）は、岩手県盛岡市津志田西2丁目に存在した岩手県交通のバスターミナル。
2002年10月7日の都南ゾーンバス運行開始に伴い運用を開始したが、2022年9月30日をもって乗り入れ路線がなくなり、実質廃止された。跡地は、公共施設の用地とすることを盛岡市が検討している。

## のりば
- 1番のりば：基幹バスAルート（仙北町経由盛岡駅）、松園営業所
- 2番のりば：基幹バスBルート（バイパス経由盛岡駅）
- 3番のりば：基幹バスCルート（盛南大橋経由盛岡駅）、イオンモール盛岡南経由盛岡バスセンター
- 4番のりば：（発着路線なし）
- 5番のりば：（発着路線なし）
- 6番のりば：（発着路線なし）
- 7番のりば：支線バス盛岡工業高校

## 周辺
- 岩手飯岡駅（徒歩約10分）
- 盛岡南ショッピングセンター「さんさ」
  - ユニバース盛岡津志田店